# Condé-Northen
Condé-Northen è un comune francese di 600 abitanti situato nel dipartimento della Mosella nella regione del Grand Est.
Riunisce i vecchi comuni di Northen e Condé (dal 1804), Pontigny (1810) e Loutremange (1979).

## Società

### Evoluzione demografica
Abitanti censiti